# Abarema turbinata
Abarema turbinata е вид растение от семейство Бобови (Fabaceae). Видът е уязвим и сериозно застрашен от изчезване.

## Разпространение
Разпространен е в Бразилия.